# Nyctinomops aurispinosus
Nyctinomops aurispinosus là một loài động vật có vú trong họ Dơi thò đuôi, bộ Dơi. Loài này được Peale mô tả năm 1848.